# Greifswald-Eldena, Bierkeller
Greifswald-Eldena, Bierkeller este o arie protejată (arie specială de conservare — SAC, sit de importanță comunitară — SCI) din Germania întinsă pe o suprafață de 0,21 ha, integral pe uscat.

## Localizare
Centrul sitului Greifswald-Eldena, Bierkeller este situat la coordonatele 54°05′20″N 13°27′21″E / 54.0889°N 13.4558°E.

## Înființare
Situl Greifswald-Eldena, Bierkeller a fost declarat sit de importanță comunitară în aprilie 2004 pentru a proteja 1 specie de animale. Situl a fost protejat și ca arie specială de conservare în august 2016.

## Biodiversitate
Situată în ecoregiunea continentală, aria protejată nu include niciun habitat protejat.
La baza desemnării sitului se află o specie protejată de  mamifere: liliac comun (Myotis myotis)